# Paradoxopsyllus gussevi
Paradoxopsyllus gussevi är en loppart som beskrevs av Mirzoyeva 1954. Paradoxopsyllus gussevi ingår i släktet Paradoxopsyllus och familjen smågnagarloppor. Inga underarter finns listade i Catalogue of Life.